# Trung Chính, Đài Bắc

Trung Chính (tiếng Trung: 中正區; bính âm: Zhōngzhèng Qū; Wade–Giles: Chung-cheng Chü; Bạch thoại tự: Tiong-chèng-khu) là một quận của thành phố Đài Bắc, Trung Hoa Dân Quốc (Đài Loan). Quận là nơi đặt trụ sở của các tòa nhà chính phủ của Trung Hoa Dân Quốc. Bao gồm Tổng thống Phủ, Hành chính Viện, và các chính phủ cơ quan cùng bộ ban ngành khác. Quận được đặt theo một tên gọi của tổng thống Trung Hoa Dân Quốc Tưởng Giới Thạch.